# Jean Noblet
Jean Richard Noblet (* 24. Oktober 1919 in Brain-sur-l’Authion; † 11. Oktober 2010 in Saint-Barthélemy-d’Anjou) war ein französischer Radrennfahrer und nationaler Meister im Radsport.

## Sportliche Laufbahn
Noblet war im Bahnradsport aktiv. 1937 begann er im Verein „Moto-Véloce-Club d’Angers“ mit dem Radsport. 1939 gewann er die nationale Meisterschaft im Sprint der Amateure vor Gabriel Galateau. 1941 wurde er Vizemeister hinter Louis Gerardin bei den Berufsfahrern. Im Grand Prix de Paris wurde er Dritter. In jener Saison siegte er im Grand Prix Cyclo-Sport, einem internationalen Sprintturnier, das die gleichnamige Zeitung ausrichtete. 1941 wurde er Zweiter im Grand Prix d’Angers und Dritter im Grand Prix de Bordeaux.